# Пуфінур великий

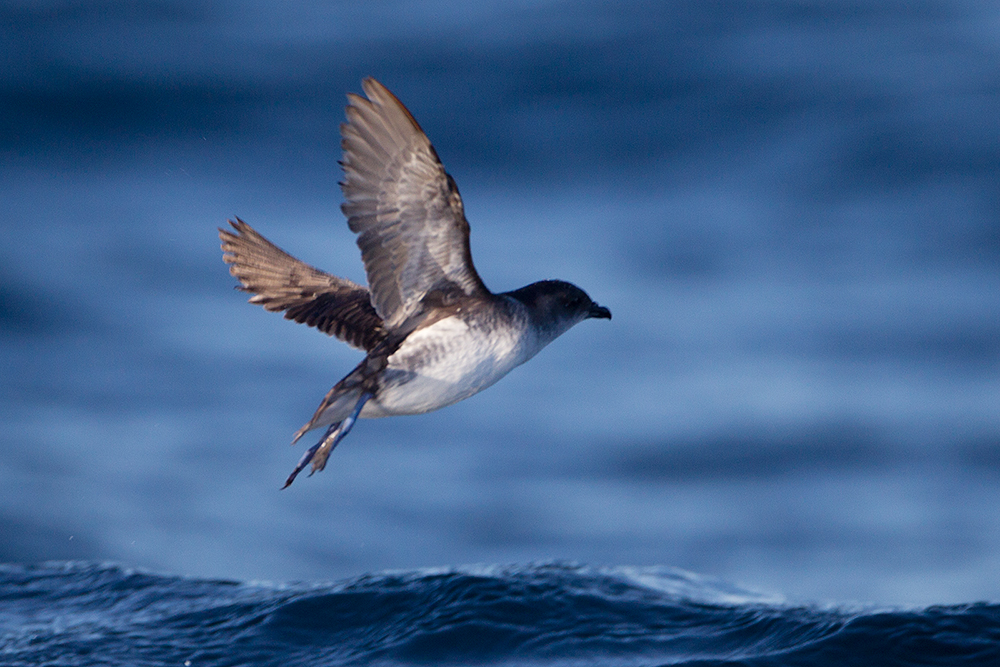

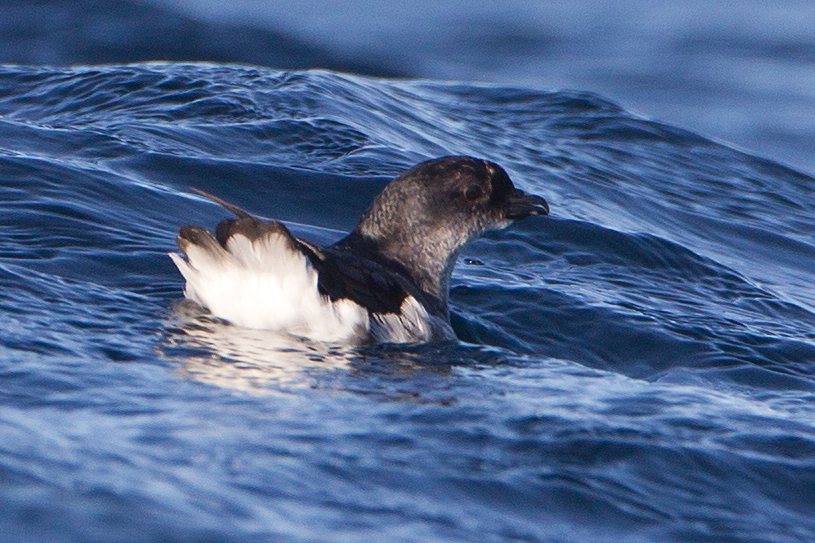

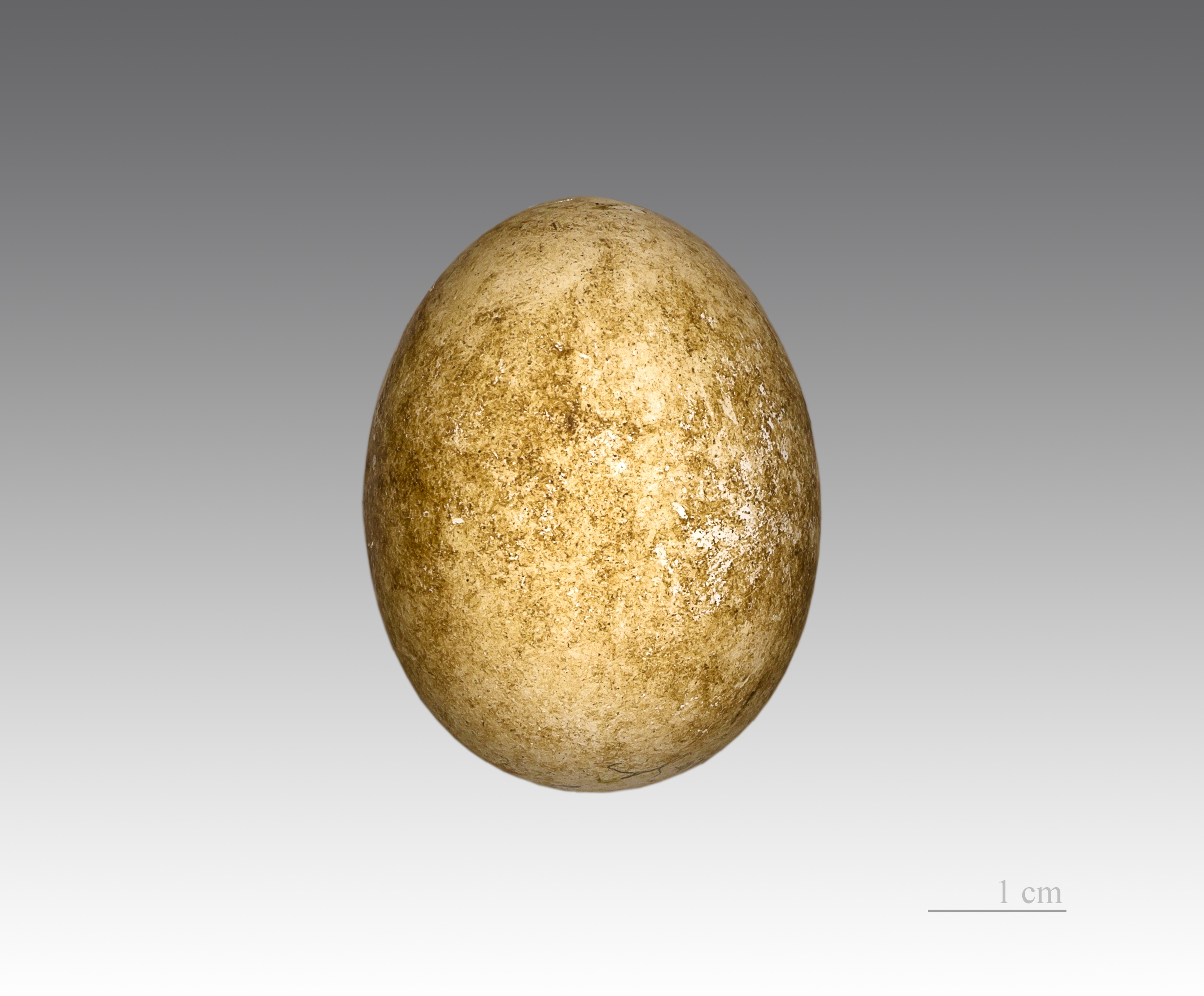
Яйце Pelecanoides urinatrix

Пуфінур великий (Pelecanoides urinatrix) — морський птах, що трапляєтьсяв південній Австралії, Новій Зеландії і на прилеглих островах. Тіло завдовжки 20—25 см, розмах крил — 33—38 см. Чудово плаває і пірнає, в товщі води пересувається, працюючи крилами.

## Таксономія та систематика
Німецький натураліст Йоганн Фрідріх Ґмелін описав вид в 1789 році. Його видова назва urinatrix походить від латинського Urinator — «пірнальник». Інші поширені імена: Фолклендський / Berard пірнаючий буревісник; кергеленський пірнаючий буревісник); тристанський пірнаючий буревісник.
Є шість підвидів, які розрізняються за розміром тіла:
- P. u. urinatrix (JF Gmelin, 1789) — Австралія, Північний острів (Нова Зеландія)
- P. u. chathamensis Murphy & Harper, 1916 — острів Стюарт , острови Чатем (Нова Зеландія)
- P. u. exsul Salvin , 1896 — Південна Джорджія, субантарктичні острови Індійського океану, острови Окленд, Острови Антиподів, острів Кемпбелл
- P. u. dacunhae Nicoll, 1906 — Тристан-да-Кунья і Гоф
- P. u. berard (Gaimard, 1823) — Фолклендські острови
- P. u. coppingeri Mathews, 1912 — південні Чилі

## Опис
Це невеликий за розміром буревісник, 200—250 мм завдовжки і вагою близько 86-186 г. Оперення чорне зверху і біле знизу, крила мають тонкі білі смуги. Голова і шия може бути більше коричневими, ніж чорними. Ноги сині. Звичайний буревісник має коричневі внутрішні махові пера, в той час як буревісник Південної Джорджії має світліше оперення. Ще однією відмінністю є те, що пірнаючий буревісник Південної Джорджії має задню чорну лінію внизу лапки. Є також невеликі відмінності розмірів.

## Поширення і місця проживання
Даний вид зустрічається між широтами 35 і 55 градусів південної широти, в основному навколо островів. Популяція зменшується, але не так швидко, щоб викликати стурбованість. Гніздо діаметром 1,5 м, будується на крутих схилах берегів